# Rosalba bucki
Rosalba bucki är en skalbaggsart som först beskrevs av Julius Melzer 1934.  Rosalba bucki ingår i släktet Rosalba och familjen långhorningar. Inga underarter finns listade i Catalogue of Life.